# Coptoeme schedli
Coptoeme schedli là một loài bọ cánh cứng trong họ Cerambycidae.